# Gasconade County
Gasconade County is een county in de Amerikaanse staat Missouri.
De county heeft een landoppervlakte van 1.349 km² en telt 15.342 inwoners (volkstelling 2000). De hoofdplaats is Hermann.